# Microsoft Access
Microsoft Office Access или просто Microsoft Access — реляционная система управления базами данных (СУБД) корпорации Microsoft. Входит в состав Microsoft Office. Имеет широкий спектр функций, включая связанные запросы, связь с внешними таблицами и базами данных. Благодаря встроенному языку VBA в самом Access можно писать приложения, работающие с базами данных.

## Состав программного продукта
Основные компоненты MS Access:
- построитель таблиц;
- построитель экранных форм;
- построитель SQL-запросов (язык SQL в MS Access не соответствует стандарту ANSI);
- построитель отчётов, выводимых на печать;
- формирование/ведение баз данных.

Они могут вызывать скрипты на языке VBA, поэтому MS Access позволяет разрабатывать приложения и БД практически «с нуля» или писать оболочку для внешней БД, позволяет выстроить ключевые связи между запросами таблиц.
Microsoft Jet Database Engine, который используется в качестве движка базы данных MS Access, является файл-серверной СУБД и потому применима лишь к приложениям, работающим с небольшими объёмами данных и при небольшом числе пользователей, одновременно работающих с этими данными. Непосредственно в Access отсутствует ряд механизмов, необходимых в многопользовательских базах данных, таких, например, как триггеры.

## Взаимодействие с другими СУБД
Встроенные средства взаимодействия MS Access со внешними СУБД с использованием интерфейса ODBC снимают ограничения, присущие Microsoft Jet Database Engine. Инструменты MS Access, которые позволяют реализовать такое взаимодействие, называются «связанные таблицы» (связь с таблицей СУБД) и «запросы к серверу» (запрос на диалекте SQL, который «понимает» СУБД).
Корпорация Microsoft для построения полноценных клиент-серверных приложений на базе MS Access рекомендует использовать в качестве движка базы данных СУБД MS SQL Server. При этом имеется возможность совместить с присущей MS Access простотой инструменты для управления БД и средства разработки.
Известны также реализации клиент-серверных приложений на базе связки Access 2003 c другими СУБД, в частности, MySQL .

### Совместимость Access со сторонними источниками данных
| СУБД (Источник данных) | Версия Access | Драйвер                                  | Обновляемые запросы |
| ---------------------- | ------------- | ---------------------------------------- | ------------------- |
| Файлы Excel            | все           | встроенный                               | Нет                 |
| SQLite                 |               |                                          | Да                  |
| MySQL                  | 2000-2003     | MyODBC v.3.51.X, 5.1.X                   | Да                  |
| PostgreSQL             |               | psqlODBC driver                          | Да                  |
| Firebird               |               |                                          | Да                  |
| 1C v.7.7 (dbf)         | 2003          | Visual FoxPro ODBC driver v.6.01.8629.01 | Нет                 |
| Paradox                |               |                                          |                     |
| Oracle                 |               |                                          |                     |
| Текстовые файлы        | все           | встроенный                               | Нет                 |
| Таблицы html           | все           | встроенный                               | Нет                 |

## Сохранение в Access
Access при работе с базой данных иначе взаимодействует с жёстким или гибким диском, нежели другие программы.
В Access новая редакция содержимого изменённой ячейки таблицы записывается на диск (сохраняется) сразу, как только курсор клавиатуры будет помещён в другую ячейку (или новая редакция изменённой записи записывается на диск сразу, как только курсор клавиатуры будет поставлен в другую запись (строку)). Таким образом, при сбое электропитания потери данных будут минимальными — только в той записи, которая редактировалась на момент сбоя.
Целостность данных в Access обеспечивается также за счёт механизма транзакций.
Кнопка «Сохранить» в Access тоже есть, но в Access в режиме просмотра данных она нужна, в первую очередь, для сохранения изменённого режима показа таблицы или другого объекта, то есть для сохранения таких изменений, как:
- изменение ширины столбцов и высоты строк;
- перестановка столбцов в режиме просмотра данных, «закрепление» столбцов и освобождение закреплённых столбцов;
- изменение сортировки;
- применение нового фильтра;
- изменение шрифта; цвета текста, сетки и фона;
- и т. п.

Кроме того, в Access эта кнопка нужна в режиме «Конструктор» для сохранения изменений структуры объекта базы данных, сделанных в этом режиме.

## Обслуживание базы данных
При работе с базой данных в Microsoft Access, если режим «Конструктор» (Builder) не используется и новые данные не добавляются, файл базы данных всё равно может увеличиваться в размере. Это связано с особенностями внутренней структуры Access, в частности с тем, что при открытии, просмотре и использовании различных типов данных и фильтров создаются временные элементы, которые не удаляются автоматически. Особенно интенсивно файл увеличивается, если используются многочисленные и существенно различающиеся типы или фильтры. Это увеличение объёма обусловлено внутренним «пустым» пространством, которое фактически не содержит полезной информации, но занимает место в файле.
Для восстановления минимального размера файла базы данных Access предоставляет встроенную функцию «Сжать и восстановить базу данных». Также существует возможность автоматического сжатия с использованием параметра запуска  /compact, который выполняет процедуру сжатия при следующем запуске базы данных. По завершении процесса база данных будет автоматически закрыта.

## Версии
- 1992: Access 1 для Windows 3.0
- 1993: Access 2.0 для Windows 3.1x (Microsoft Office 4.3)
- 1995: Access 7 для Windows 95 (Microsoft Office 95)
- 1997: Access 97 (Microsoft Office 97)
- 1999: Access 2000 (Microsoft Office 2000)
- 2001: Access 2002 (Microsoft Office XP)
- 2003: Access 2003 (из комплекта программ Microsoft Office 2003)
- 2007: Microsoft Office Access 2007 (из комплекта программ Microsoft Office 2007)
- 2010: Microsoft Office Access 2010 (из комплекта программ Microsoft Office 2010)
- 2012: Microsoft Access 2013 (из офисного пакета приложений Microsoft Office 2013)
- 2015: Microsoft Access 2016 (из офисного пакета приложений Microsoft Office 2016)
- 2018: Microsoft Access 2019 (из офисного пакета приложений Microsoft Office 2019)
- 2021: Microsoft Access 2021 (из офисного пакета приложений Microsoft Office 2021)
- 2024: Microsoft Access 2024 (из офисного пакета приложений Microsoft Office 2024)

## Практические аспекты лицензирования Access
Microsoft Access является проприетарным программным обеспечением, то есть для его использования необходимо приобрести лицензию. Однако для использования готовых приложений, созданных с помощью Access, лицензия не требуется. Для работы такого приложения необходима runtime-версия Access , которая распространяется бесплатно.
Корпорация Microsoft распространяет полнофункциональную версию Access как отдельно, так и совместно с другими приложениями (Word, Excel и др.) в составе пакетов Microsoft Office Professional, Microsoft Office Professional Plus и Microsoft Office Enterprise.